# Radiše
Radiše (nemško Radsberg) so stara občina in istoimensko naselje z danes mešanim slovensko-nemškim prebivalstvom na avstrijskem Koroškem, ki so bila leta 1973 priključena občini Žrelec.

## Geografija
Radiše, v katerih živi 94 prebivalcev (stanje 1. januar 2018), ležijo okoli 10 km jugovzhodno od Celovca na visoki planoti Gur med Dravo in Glino v nadmorski višini okoli 750 mnm.

## Zgodovina in prebivalstvo
Radiše se v starih listinah prvič omenjajo leta 1216 kot Ratzberg in so bile kapiteljska fara Gospe Svete. Župnijska cerkev sv. Lamberta je bila postavljena v začetku 16. stoletja.
Vse od sredine 19. stoletja do leta 1972 so bile Radiše samostojna občina, v katero so spadali naslednji zaselki: Tuce (nemško Tutzach), Zgornje Rute (Ober Kreuth), Spodnje Rute (Unter Kreuth), Dvorec (Schwarz), Kozje (Kossiach), Verovice (Weroutzach) in Lipice (Lipizach). Radiše so bile vseskozi močno slovenske in narodno zavedne, o čemer priča tudi podatek, da so bile ob Koroškem plebiscitu leta 1920 ena od 18 občin, ki so večinsko glasovale za združitev z matičnim narodom oz. priključitev k takratni Kraljevini Jugoslaviji.
Po zadnjem Avstro-Ogrskem popisu prebivalstva iz leta 1910 je okoli 70 % prebivalcev takratne občine Radiše navedlo slovenščino kot svoj vsakdanji pogovorni jezik.
| Občina          | Število slovensko govorečih 1910 | Število nemško govorečih 1910 |
| --------------- | -------------------------------- | ----------------------------- |
| Radiše/Radsberg | 498 (70%)                        | 213 (30%)                     |

Leta 1972 je bila občina Radiše skupaj z vsemi svojimi naselji priključena občini Žrelec (Ebenthal in Kärnten). Še danes so Radiše ena najtrdnejših slovenskih vasi na Koroškem. Župnija Radiše je uradno dvojezična , organiziran pa je tudi dvojezični pouk za najmlajše.

## Slovensko narečje
Stara občina Radiše pripada skupaj z matično občino Žrelec v celoti poljanskemu govoru oz. poljanščini Celovškega Polja (oz. Celovške ravnine), ki je prehodno podnarečje oz. govor med rožanščino (kateri se prišteva) in podjunščino (glej Slovenska narečja). Kot posebna različica rožanščine je bila že identificirana s strani Janeza Scheinigga in potrjena v mednarodno priznani dialektološki disertaciji Katje Sturm-Schnabl. Scheinigg v svojem delu "Die Assimilation..." razdeli rožanščino v tri enote, in sicer spodnji Rož, zgornji Rož in Celovška ravnina: "...Die dritte Unter-Mundart herrscht in der Ebene um Klagenfurt (kl.), sie hat mit der ersten die Aussprache des e und o gemein, unterscheidet sich aber von den beiden vorhergehenden durch die häufige Zurückziehung des accentes, wo ihn jene auf den Endsilben haben; dies gilt namentlich vom Neutrum der Substantive und Adjktive, z.B. ...".
Leta 2014 je Tomaž Ogris izdal pri založbi Drava narečno knjigo vključno s CD-jem z domačimi domislicami in čenčami pod naslovom Vamprat pa Hana.

## Slovensko prosvetno društvo Radiše
Od leta 1904 deluje na Radišah Slovensko prosvetno društvo, ki se je sprva do 1934 imenovalo Katoliško prosvetno društvo.
Slovensko kulturno življenje je pod nacistično okupacijo Avstrije povsem zamrlo, saj je bila javna uporaba slovenščine prepovedana, sami Koroški Slovenci pa fizično preganjani in v marsikaterem primeru tudi deportirani na prisilno delo v koncentracijska taborišča. Po osvoboditvi Avstrije 1945 se je slovensko kulturno življenje v kraju ponovno organiziralo, tako so že leta 1947 domačini izvedli kar 81 gledaliških predstav. Gledališčni dejavnosti se je pridružilo tudi zborovsko petje in mnoge druge aktivnosti, izdajajo se tudi nosilci zvoka.  Od leta 1975 do 1979 so domačini prenovili župnijski hlev v Kulturni dom, v katerem od 1975 deluje tudi slovenska posojilnica.  Leta 1979 je bil Kulturni dom slavnostno odprt in od takrat dalje služi tudi kot sedež Slovenskega prosvetnega društva Radiše.

## Nacistične deportacije Koroških Slovencev na ozemlju Radiš
Med 2. svetovno vojno, ko je bila Južna Koroška skupaj z Avstrijo priključena Tretjemu Rajhu se je položaj Koroških Slovencev močno poslabšal. Nacistične oblasti so Slovence masovno preganjale kot politično sumljive  (Staats- und volksfeindlich), jih internirale in deportirale v koncentracijska taborišča. Prepovedana je bila javna raba slovenščine. Nacistična okupacija ni prinesla le popolnega zastoja v kulturnem življenju slovenske narodne skupnosti, temveč je predstavljala tudi resnično eksistencialno grožnjo vsem, ki so se kakorkoli opredeljevali za Slovence. Aprila 1942 so tako nacisti pregnali v rajh na prisilno delo več 10 domačinov iz občine Radiše, mnogo se jih ni nikoli vrnilo domov. 
Leta 1996 so v Radišah postavili deportiranim koroškim Slovencem spomenik, ki naj služi, kakor pravi napis na njem, kot "Spomin na preteklost" in "Opomin za bodočnost".